# Utzon Center
Utzon Center är ett museum i Ålborg i Danmark, som invigdes i maj 2008. Det ritades av Jørn Utzon och Kim Utzon och blev  Jørn Utzons sista verk före hans död i november 2008. Museet ställer ut design, arkitektur och konst och har en permanent utställning om Jørn Utzons liv och verk.
Utzon Center ligger intill hamnen i Ålborg, där Utzon växte upp, och takets utformning är inspirerad av fartygens segel. Centret byggdes på initiativ av arkitekt- och designskolan vid Aalborg Universitet som en plats där de studerande kunde undersöka och diskutera arkitektonisk utveckling. Byggnaden innehåller två utställningssalar, en verkstad för de studerande, Utzonbiblioteket och  Utzonarkivet samt en föreläsningssal med utsikt mot Limfjorden.
Förutom museiversamheten anordnar centret bland annat workshops och guidade vandringar med inriktning på arkitekturen i Århus.